# Districte de Budaun
El districte de Budaun és una divisió administrativa d'Uttar Pradesh a l'Índia. Té una superfície de 51.680 km² i població de 2.448.340 habitants. La capital és Badaun.
La superfície el 1881 era de 5.182 km² i el 1901 de 5.146 km² i la població (repartida en 11 ciutats i 1087 pobles):
- 1872: 934.670
- 1881: 906.541
- 1891: 925.982
- 1901: 1.025.753.

Riu principal el Ganges.

## Administració
Està dividit en 6 tehsils i 18 blocks de desenvolupament. Els tehsils són:
- Budaun
- Bisauli
- Bilsi
- Dataganj
- Gunnaur
- Sahaswan

El 1901 estava dividit en 5 tehsils:
- Budaun
- Bisauli
- Dataganj
- Gunnaur
- Sahaswan

Les principals ciutats eren Budaun, Sahaswan i Ujhani, municipis, i l'àrea notificada de Bilsi.
El tehsil de Buduan tenia (1901) 997 km² i 243.141 habitants en 377 pobles (ciutat principals Budaun amb 39,.031 habitants, i Ujhani amb 7.917).

## Història
El 1028, Sayyid Salar Masud, el nebot del sultà Mahmud de Gazni, va arribar fins al Rohilkhand i va estar per un temps a Badaun però va patir moltes baixes en la lluita contra el raja hindú i va abandonar la zona. La conquesta musulmana es va produir per la victoria de Kutb al-Din Aybak el 1196 sobre el raja local; la ciutat fou saquejada. Shams ad-Din Iltutmish (després sultà) va obtenir el govern de la regió que va abandonar el 1210 quan va arribar al tron. Va restar una ciutat important i el seu governador Rukn ad-Din Firuz Shah fou efímer sultà el 1236.
Va restar sota domini del sultanat amb algunes revoltes locals; el 1415 Mahabat Khan, el governador, es va revoltar; el sultà Sayyid Khidr Khan (1414-1421) el va atacar sense èxit però finalment el 1426 el rebel es va haver de rendir a Sayyid Mubarak Shah II (1421-1435). El darrer sultà de la dinastia Sayyid, Ala al-Din Alam Shah (1445-1451/1452) es va retirar a aquesta ciutat el 1450 i mentre el seu wazir es va passar a Bahlul Shah Lodi; privat de tots els seus dominis va poder conservar Badaun fins a la seva mort el 1479; llavors el seu gendre Husain Shah de Jaunpur se'n va apoderar però Bahlul Lodi el va obligar a restaurar Badaun a Delhi.
Sota domini mogol, se sap que Humayun va nomenar governadors a Sambhal i a Badaun; els dos homes es van enfrontar per causes desconegudes i el primer va conquerir Badaun després d'un setge i va matar el governadors local. El 1556 Baudaun va formar un sarkar de la suba de Delhi, i fou concedida en feu a Kasim Ali Khan. Sota Shah Jahan la seu del govern fou traslladada a Bareilly. L'ascens dels rohilla amb centre a aquesta darrera ciutat va accelerar la decadència de Badaun. El 1719, sota l'emperador Muhammad Shah, Muhammad Khan Bangash el governador afganès de Farrukhabad, es va apoderar de la part sud-est del districte, mentre els rohilles sota Ali Muhammad, poc després es van apoderar de la resta. El 1754 els rohilles van recuperar les zones que havien estat incorporades a Farrukhabad. El 1774 Badaun, com la resta del Rohilkhand, va passar a poder del nawab d'Oudh.
El 1801 el nawab va cedir Budaun i altres territoris als britànics. Una revolta local poc després fou ràpidament reprimida. La regió va formar part del districte de Moradabad. El 1805 quatre parganes foren transferides al districte de Bareilly (Ujhani, Usahat, Budaun, i Kot Salbahan). El 1823 es va crear el districte separat de Sahaswan amb parts dels districtes de Moradabad, Bareilly i Aligarh. El 1838 la capital fou transferida a Budaun; el 1845 les parganes procedents d'Aligarh, a la vora del Ganges, foren transferides al districte d'Etah.
El 13 de maig de 1857 es van saber les notícies del motí a Meerut. La guarnició nativa es va amotinar i els funcionaris civil van haver d'evacuar la ciutat cap a Fatehgarh. El 2 de juny els rebels de Bareilly van entrar a la ciutat i el 17, Abdur Rahim Khan es va fer càrrec del govern. Van esclatar disputes entre hindús i musulmans i el juliol i agost es van lliurar combats entre les dues parts i els musulmans van obtenir la victòria. A finals d'agost fugitius europeus van creuar el Ganges i es van refugiar al districte on foren protegits per alguns senyors a Dataganj. Després de la caiguda del fort de Malagarh a Bulandshahr, una de les fortaleses del cap rebel Walidad Khan, aquest es va retirar a Buduan l'octubre i va considerar atacar Fatehgarh; el 5 de novembre els musulmans van derrotar els ahars a Gunnaur o Gunnar, i es van apoderar d'aquest tahsil que fins aleshores encara controlava la policia. A finals de gener de 1858 els rebels dirigits per Niyaz Muhammad, van atacar Fatehgarh però foren enfrontats per Sir Hope Grant a Shamsabad i dispersats. Niyaz Muhammad va retornar a Buduan. El 27 d'abril un contingent a les ordes del general Penny va derrotar els rebels a Kakrala (el general britànic va morir en la lluita); els caps rebels van fugir cap a Bareilly i els britànics van recuperar el control entrant a Badaun el 12 de maig; el dia 27 el cap rebel Tantia Topi va creuar cap a Oudh amb el seu exèrcit rebel perseguit el dia 3 de juny per la columna del brigadier Coke i una columna de suport del coronel Wilkinson des de Bareilly (dia 8); l'orde fou restaurat.